# Mike d'Abo
Michael David d'Abo (Betchworth, 1 maart 1944) is een Britse zanger en songwriter, vooral bekend als de zanger van Manfred Mann van 1966 tot hun ontbinding in 1969 en als de componist van de nummers Handbags and Gladrags en Build Me Up Buttercup, waarvan dat laatste een hit was voor The Foundations. Met Manfred Mann behaalde d'Abo zes top 20-hits in de Britse singlehitlijst, waaronder Semi-Detached Suburban Mr. James, Ha! Ha! Said The Clown en de tophit Mighty Quinn.

## Carrière
D'Abo werd geboren als zoon van Dorothy Primrose-Harbord en Edward Nassau Nicolai d'Abo, een Londense effectenmakelaar. De familie d'Abo behoorde tot de landadel van West Wratting, Cambridgeshire. Hij werd opgeleid op de Wellesley House Prep School in Kent, daarna de Harrow School en het Selwyn College in Cambridge. D'Abo's oorspronkelijke bedoeling in Cambridge was om theologie te studeren en priester te worden. Hij stapte over naar economie, ook zonder succes, en verliet Cambridge met een eersteklas jazzcollectie, maar zonder zijn studie af te ronden.

### A Band of Angels
Zijn muzikale carrière begon toen hij nog op de Harrow School zat. Hij had niet veel succes met de band A Band of Angels, die zijn eigen strip had in het Brits popmuziekweekblad Fab 208.

### Manfred Mann
In juli 1966, na het verlaten van A Band of Angels, trad d'Abo toe tot Manfred Mann, een gevestigde hitband, als vervanger van zanger Paul Jones, die vertrok om een solocarrière te beginnen. Vergelijkingen tussen d'Abo en Jones (op wie d'Abo fysiek leek) hielden de media bezig op het moment van de omschakeling, maar d'Abo stond er niet bij stil.
D'Abo's eerste grote hit met Manfred Mann was Semi-Detached Suburban Mr James. Het was al bijna opgenomen met "Mr Jones" in de titel voordat het de band daagde dat het zou kunnen worden geïnterpreteerd als een impliciete verwijzing naar Paul Jones. D'Abo nam eerst het album As Is op (met de bijgevoegde single Just Like a Woman van Bob Dylan). Op alle publicaties van Fontana Records en US Mercury in het Verenigd Koninkrijk was d'Abo te horen.
Hij componeerde en produceerde Handbags and Gladrags voor Chris Farlowe, een hit die ook werd opgenomen door Rod Stewart en Stereophonics en vervolgens de themamuziek werd voor de BBC-televisieshow The Office, en The Last Goodbye. Hij schreef ook de nummers Little Miss Understood en So Much to Say (So Little Time), opgenomen door Rod Stewart bij Immediate Records.
Met d'Abo als frontman had Manfred Mann talloze hits, waaronder Ragamuffin Man, Ha Ha Said the Clown, My Name is Jack en de door Dylan geschreven nummer 1-hit Quinn the Eskimo (The Mighty Quinn), die ze eenvoudigweg Mighty Quinn noemden. Manfred Mann werd vervolgens ontbonden in 1969.

### Na Manfred Mann
In 1968 schreven hij en Tony Macaulay samen Build Me Up Buttercup, dat werd opgenomen door The Foundations en in april 1969 meer dan vier miljoen exemplaren verkocht, waaronder een miljoen in de Verenigde Staten.
In december 1968 speelde d'Abo de hoofdrol in Gulliver Travels (subtiel: niet Gulliver's Travels) in het Mermaid Theatre in Blackfriars, en hij portretteerde ook Herodes in de oorspronkelijke opname van de musical Jesus Christ Superstar. Hij had een korte rol in de oorspronkelijke opname van Evita. Hij schreef ook Loving Cup voor The Fortunes en Mary, Won't You Warm My Bed voor Colin Blunstone. In 1970 componeerde en voerde hij de muziek uit voor de Peter Sellers-film There's a Girl in My Soup en speelde hij John Lennon in No One was Saved in The Royal Court Theatre School. D'Abo werkte ook samen met Mike Smith, de vroegere toetsenist van The Dave Clark Five. In 1976 brachten ze een album uit bij het Britse CBS-label Smith & d'Abo.
Begin 2000 werd de band The Manfreds opgericht, die bestond uit leden die allen een keer voor of met Manfred Mann hadden gespeeld. Daarbij speelde hij af en toe liveoptredens met zijn eigen band The Mighty Quintet.

## Radio
In 1997 presenteerde d'Abo bij BBC Radio Bristol het programma The Golden Years, met muziek vanaf de jaren 1950, uitgezonden op zaterdag op BBC Radio Gloucestershire. BBC Wiltshire Sound voegde het programma vervolgens toe aan zijn schema.
In de jaren 1990 presenteerde hij vijf avonden per week ook Late Night West, een populair weekprogramma op de lokale radio in West-Engeland, met muziek, wedstrijden en een luisteraar die opbelt. In de late jaren 1990 droeg hij bij aan The Mike d'Abo Story, een documentaire geschreven door Geoff Leonard, verteld en geproduceerd door Phil Vowels en uitgezonden op BBC Radio Bristol en BBC Radio Gloucestershire.
Hij presenteerde ook een aantal programma's op BBC Radio 2 in 1986 en 1987.

## Privéleven
D'abo is drie keer getrouwd geweest.
- Zijn eerste huwelijk was met het model Maggie London in 1967. Ze kregen twee kinderen: Ben d'Abo (1967) en Olivia d'Abo (1969).
- Zijn tweede vrouw was Karen, met wie hij een zoon had: Bruno d'Abo.
- Zijn derde huwelijk was in 1996 met Lisa Weaver, waaruit in juli 2007 de tweeling Ella en Louis voortkwam.

Hij is een volle neef van actrice Maryam d'Abo, en zijn zus Carol is weduwe van wijlen conservatief parlementslid en minister Sir Nicholas Baker.

## Album
- ####: The Mike d’Abo Collection, Vol. 1: 1964–1970 – Handbags & Gladrags
- 1974: Broken Rainbows, 1974

- Bibliothèque nationale de France: cb14167944x (data)
- Gemeinsame Normdatei: 143939424
- International Standard Name Identifier: 0000 0001 1877 5355
- MusicBrainz: 3ffdc562-47d6-4862-b3ab-b1077e0e8b15
- Système universitaire de documentation: 157332578
- Virtual International Authority File: 69139291
- WorldCat: E39PBJjMyGrV6CDHyR8bxYvfv3